# Rafael Nuritdínov
Rafael Nuritdínov (rus: Рафаэль Нуритдинов) (Fergana, 12 de juny de 1977), va ser un ciclista uzbek professional del 2002 al 2005. Del seu palmarès destaca el campionat nacional en ruta de 2004.

## Palmarès
- 2001
  - 1r a la Gran Premi de la indústria i el comerç artesanal de Carnago
- 2004
  -  Campió de l'Uzbekistan en ruta

### Resultats al Tour de França
- 2005. 147è de la classificació general

### Resultats a la Volta a Espanya
- 2005. 119è de la classificació general